# Ryczów-Kolonia
Ryczów-Kolonia est une localité polonaise de la gmina d'Ogrodzieniec, située dans le powiat de Zawiercie en voïvodie de Silésie.